# Joseph Grimaldi
Joseph Grimaldi  (Londres, 18 de dezembro de 1778 -Islington, 31 de maio de 1837) foi um ator,  mímico e palhaço inglês.
Inspirado originalmente na commedia dell'arte, foi ele que estabeleceu o tipo de palhaço moderno com seu personagem Clown Joey.

## Biografia
Nascido em Londres, filho de pai artista, Grimaldi começou a se apresentar quando criança e fez sua estreia no palco em Drury Lane em 1780. Ele fez sucesso no Sadler's Wells Theatre no ano seguinte. Após breves estudos, ele apareceu em várias produções de baixo orçamento e se tornou um artista infantil desejado. Ele obteve os papéis principais em Valentine and Orson (1794), The Talisman and Harlequin Made Happy (1796), o último papel dando-lhe maior notoriedade.
No final da década de 1790, Grimaldi realizou uma versão de Robinson Crusoe, confirmando seus dons de pantomima. Muitas produções se seguiram, mas como sua carreira em Drury Lane começou a se tornar turbulenta, ele deixou o teatro em 1806 para ingressar em Covent Garden. Ele atuou lá em peças de Thomas John Dibdin que o tornaram reconhecido como um ator principal. Sua popularidade em Londres lhe permitiu realizar turnês pagas por toda a Inglaterra.
A associação de Grimaldi com o Sadler's Wells Theatre terminou em 1820, principalmente devido a conflitos com a administração. Tendo sofrido vários ferimentos em suas funções fisicamente exigentes, sua saúde se deteriorou rapidamente e ele se aposentou em 1823. Só acontece ocasionalmente depois. Em seus últimos anos, Grimaldi afundou em relativo anonimato. Ele se tornou alcoólatra, deprimido e destituído. Morreu em sua casa em Islington em 1837, aos 58 anos, três anos após a morte de sua esposa.

### Família
O bisavô de Joseph Grimaldi, John Baptist Grimaldi, era dentista de profissão e artista amador que na década de 1730 trocou a Itália pela Inglaterra. Seu filho, o avô paterno de Joseph Grimaldi, Giovanni Battista Grimaldi, começou a se apresentar muito jovem e passou grande parte de sua carreira na Itália e na França. Ele teria sido preso na Bastilha em Paris.
O pai de Joseph Grimaldi, Joseph Giuseppe Grimaldi (por volta de 1713-1788), ator e dançarino (conhecido profissionalmente como Giuseppe ou "o signor"), também foi para Londres por volta de 1760, onde foi contratado por David Garrick para interpretar Pantaleão em pantomimas no Royal Theater em Drury Lane e onde acabou se tornando o mestre de balé do teatro. A mãe de Grimaldi, Rebecca Brooker, nasceu em Holborn em 1764. Em 1773, como dançarina, tornou-se aprendiz de Giuseppe, depois sua amante, quando ela tinha menos de 14 anos e ele cerca de 60. Ela deu à luz Joseph em 1778.  Criou o filho sozinha, o pai sendo pouco presente, em Clare Market, um bairro pobre de Londres. Quando seu outro filho, John Baptiste, nasce, Giuseppe volta a morar com Rebecca. É ele quem vai ensinar a Joseph os rudimentos do ofício.
Joseph Grimaldi casou-se com Mary Bristow em 24 de dezembro de 1801. Seu filho Joseph Samuel, nascido em 21 de novembro de 1802 e morto aos 30 anos em 11 de dezembro de 1832 , também foi ator e acompanhou o pai em algumas produções, chegando mesmo a substituí-lo ocasionalmente quando tinha problemas de saúde.

## Posteridade

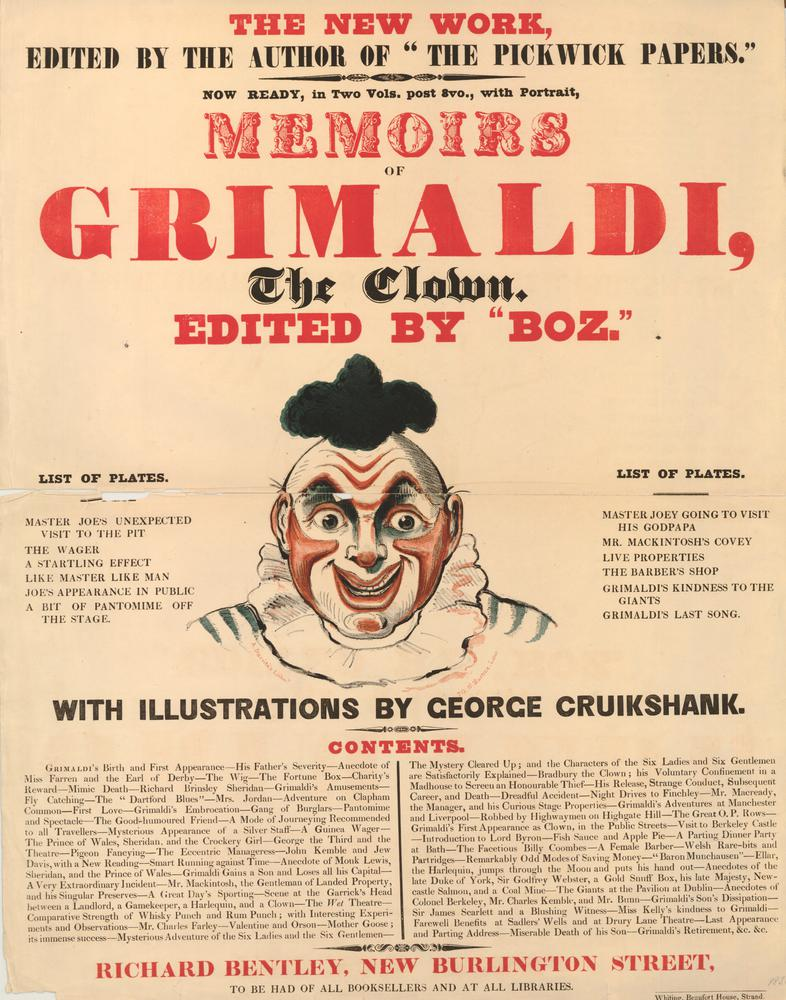
Cartaz publicitário do livro de Charles Dickens dedicado a Grimaldi

Após a morte de Joseph Grimaldi, suas Memórias foram editadas em 1838 por Charles Dickens. O livro foi um sucesso.
A fama de Grimaldi é baseada principalmente em seus muitos sucessos como palhaço e suas pantomimas. Seu palhaço satirizou muitos aspectos da vida britânica contemporânea e ridicularizou os absurdos da moda. Rapidamente se tornou o palhaço mais famoso de Londres, expandindo o escopo do papel de palhaço tradicional e emprestando-lhe os traços de vários personagens.
A memória de Grimaldi é comemorada todos os anos no primeiro domingo de fevereiro na Igreja da Santíssima Trindade em Hackney . A cerimônia, que ocorre desde a década de 1940, atrai centenas de artistas de todo o mundo que comparecem à cerimônia em fantasias de palhaço.
Grimaldi foi enterrado na St. James Church, na Pentonville Street, em 5 de junho de 1837 em Islington. O cemitério foi denominado Joseph Grimaldi Park.